# Tomice (powiat wrocławski)
Tomice (niem. Thomnitz) – wieś w Polsce położona w województwie dolnośląskim, w powiecie wrocławskim, w gminie Jordanów Śląski.

## Podział administracyjny
W latach 1975–1998 miejscowość należała administracyjnie do województwa wrocławskiego.